# Les Gros Cons
Les Gros Cons est une série de programmes courts (1 min 30 s) pour la télévision, écrite et interprétée par Jean-Alexandre Blanchet et Laurent Deshusses, réalisée et montée par Yves Matthey, diffusée en 1994 dans l'émission Nulle part ailleurs de Canal+ et à la télévision suisse romande.
Le 12 mai 2004 paraît un double DVD compilant l'intégralité des 58 épisodes plus 18 épisodes non diffusés.